# Tihusjärvi
Tihusjärvi är en sjö i kommunen Pieksämäki i landskapet Södra Savolax i Finland. Arean är 35 hektar och strandlinjen är 6,07 kilometer lång. Sjön  ingår i Vuoksens huvudavrinningsområde.   Den ligger omkring 74 kilometer norr om S:t Michel och omkring 280 kilometer nordöst om Helsingfors. 
Tihusjärvi ligger öster om Syvänsi. 